# Phyllanthus blancoanus
Phyllanthus blancoanus är en emblikaväxtart som beskrevs av Johannes Müller Argoviensis. Phyllanthus blancoanus ingår i släktet Phyllanthus och familjen emblikaväxter.
Artens utbredningsområde är Filippinerna. Inga underarter finns listade i Catalogue of Life.